# Á
Á, á یا Aیِ تیز، یک حرف الفبا در زبان‌های چکی، فاروئی، مجاری، ایسلندی، ایرلندی، اسلواکیایی و زبان‌های سامی می‌باشد. همچنین در زبان‌های هلندی، اکسیتان، ناواهو، لاکوتا، گالیسی، پرتغالی، اسپانیایی، ویلزی، ویتنامی صورت دیگری از حرف A است. در نویسه‌گردانی زبان چینی به پین‌یین هم از این نشان استفاده شده‌است.